# رزم‌ناو آدمیرال ناخیموف
نبردرزم‌ناو ادمیرال ناخیموف (کد شناسایی ناتو قاتل ناو) سومین کشتی جنگی از کلاس کلاس کیروف است. این نبردرزم‌ناو در سال ۱۹۸۰ در اتحاد جماهیر شوروی طراحی شد. این کشتی جنگی تا ۲۲ اپریل ۱۹۹۲ کالینین نام داشت این 
نبردرزم‌ناو در سال ۱۹۹۹ به دلیل هزینه سنگین نگهداری از خدمت بازنشسته شد و به گفته سخنگوی نیروی دریایی روسیه از سال ۲۰۰۸ اقدامات مدرنیزاسیون بر روی ان در حال انجام است براساس آخرین اخبار این ناو و برادرش رزم‌ناو آدمیرال لازارف در ۲۰۱۸ به خدمت وارد میشوند .
محل خدمت این نبردرزمناو در ناوگان اقیانوس آرام نیروی دریایی روسیه است.
در تاریخ 25 جولای سال 2025 روسیه اعلام کرد که این رزم ناو پس از تعمیرات عمیق و اساسی آماده آزمایش میدانی و سپس بازگشت به ماموریت خود است. 

## تسلیحات
این ابر رزم‌ناو دارای مجموعه گسترده از سیستم های دفاعی و هجومی است شامل :
- ۲۰ مقر موشک های کروز ضد کشتی گرانیت که برد این موشک در حدود ۶۵۰ کیلومتر میباشد.
- ۴ سامانه موشک پدافندی تور ام یک مدل دریاپایه.
- ۱۲ لانچر سامانه اس سیصد اف (دریاپایه) مجموعه ۹۶ موشک.
- ۴ مقر سامانه پدافندی ۹ کا ۳۳ مجموعه ۴۰ موشک.
- ۱۰ مقرسامانه دفاع نزدیک کاشتان
- ۲۰ مقر پرتاب موشکموشک ضد کشتی اس اس ان ۱۶[پیوند مرده] با برد ۸۵۰ کیلومتر.
- توپخانه سنگین آ کا ۱۳۰ با برد ۳۰ کیلومتر مجموعه ۸۴۰ گلوله..
- هشت قبضه توپ گاتلینگ ای‌ک-۶۳۰ ۳۰ میلیمتری که قابلیت شلیک ۶۰۰۰ تیر در دقیقه را دارد.
- راکت انداز آر بی یو ۱۰۰۰ با برد ۶ کیلومتر مجموعاً ۱۰۲ راکت.
- ۱۰ اژدر انداز ۵۳۳ میلیمتری مجموعه ۵۳ اژدر.
- ۲ مقر راکت انداز ضد زیر دریایی RBU-Udav-1 و در اخر ۳ هلی کوپتر کاموف ۲۷

## پیشرانه
- ۴ رآکتور اتمی با مجموع قدرت ۱۴۰ هزار اسب بخار
- ۴ ژنراتور ۳۰۰۰ کیلو وات
- ۴ ژنراتور جی تی با قدرت ۱۵۰۰ کیلو وات

## مشخصات
- وزن عادی : ۲۴۳۰۰ تن
- وزن بیشینه : ۲۸۰۰۰ تن
- حداکثر سرعت ۳۲ گره
- طول کلی : ۲۵۲ متر
- طول قسمت داخل اب : ۲۳۰ متر
- عرض : ۲۸٫۵ متر
- عرض قسمت داخل اب : ۲۴ متر
- ابخور : ۹٫۱ متر

## سیستم های الکترونیک
- - سیستم پردازش اطلاعات رزمی
- سیستم رادیویی ارتباطی
- سیستم ارتباط ماهواره ای
- سیستم کنترل اتش موشکهای ضد کشتی
- سیستم کنترل اتش اژدرها
- سیستم کنترل اتش راکت اندازها
- رادار تجسسی ۳ بعدی
- رادار برای شناسایی هواپیماها و موشکهای دارای ارتفاع پایین
- ۲ سیستم کنترل اتش موشکهای ضد هوایی
- ۴ سیستم راداری و کنترل اتش توپهای ۳۰ میلیمتری گاتلینگ
- ۲ رادار ناوبری
- ۲ سونار
- سیستم جنگ الکترونیک برای ایجاد کشتی کاذب بر روی رادار و فریب رادارهای دشمن

## مدرنیزاسیون
فرایند بروز رسانی در این رزم ناو به این صورت است:
تجهیز و مدرن سازی سیستمهای رادیویی و ماهواره ای
مدرن سازی تجهیزات الکترونیک و راداری ۳ بعدی
جایگزینی تسلیحات و تجهیزات نظامی با انواع جدید و کارآمدتر
رنگ آمیزی کل بدنه
در جلوی شناور پرتابگرهای موشکی اس اس ان ۱۴ جای خود را به پرتابگر عمودی موشکهای سطح به هوا تور ام یک داد.
تجهیز به سامانه کاشتان